# رودریگو کونسیسائو
رودریگو کونسیسائو (پرتغالی: Rodrigo Conceição؛ زادهٔ ۲ ژانویهٔ ۲۰۰۰) بازیکن فوتبال اهل پرتغال است.
وی همچنین در تیم‌های ملی فوتبال زیر ۱۶ سال پرتغال، زیر ۱۷ سال پرتغال، زیر ۱۸ سال پرتغال، زیر ۱۹ سال پرتغال، و زیر ۲۰ سال پرتغال بازی کرده است.

## تیم ملی
کونسیسائو ۳۲ بازی ملی برای پرتغال در سطح جوانان انجام داد و ۵ گل به ثمر رساند. اولین حضور او در ۴ فوریه ۲۰۱۶ در جریان تساوی ۳–۳ تیم ملی فوتبال زیر ۱۶ سال پرتغال مقابل تیم ملی فوتبال زیر ۱۶ سال آلمان در ویلا رئال د سانتو آنتونیو بود. او گل تساوی را به ثمر رساند و تیمش در ضربات پنالتی پیروز شد.
در ۳ آوریل، او هر دو گل پیروزی‌بخش مقابل سوئیس را در Póvoa de Varzim به ثمر رساند و تیمش یک تورنمنت محلی را با رکورد ۱۰۰٪ پیروزی به پایان رساند.

## زندگی شخصی
رودریگو، فرزند سرژیو کونسیسائو، سرمربی کنونی باشگاه فوتبال پورتو و برادر فرانسیسکو کونسیسائو، بازیکن این تیم است.